# Cochlostoma salomoni
Cochlostoma (Obscurella) salomoni is een uitgestorven op het land levende kleine kieuwslak uit de familie van de Diplommatinidae.

## Naam
De soortnaam werd in 1914 ingevoerd door David Geyer als Cochlostoma salomoni.

## Beschrijving
De schelp is rechtsgewonden, heeft een langgerekt conische vorm en heeft 8 weinig convexe regelmatig in grootte toenemende windingen. De windingen worden door een zeer ondiepe maar scherp afgezette sutuur van elkaar gescheiden. 
 De mondopening is breed ovaal en er is een iets kantige bovenhoek. De mondrand is continu, iets trompetvormig verwijd en weinig naar buiten omgeslagen. De bovenzijde van de laatste winding loopt bij de sutuur naar de mondopening licht omhoog. De navel is tamelijk wijd maar is voor ongeveer de helft bedekt door columellaire zijde van de mondrand. De sculptuur van de schelp bestaat uit vrij dicht op elkaar staande zwak gebogen radiale ribjes. Aan de bovenzijde tegen de sutuur aan zijn de ribjes tot een knobbeltje verdikt.

### Afmetingen van de schelp
- Breedte: tot 3,8 mm.
- Hoogte: tot 9,5 mm.

### Habitat
Op grond van de niet uitgestorven begeleidende fauna concludeert men voor een habitat van schaduwrijke en vochtige loofbossen. Mogelijk in oeverbossen langs beken en rivieren.

### Fossiel voorkomen
De soort is uitsluitend als fossiel uit het Vroeg Pleistoceen bekend. Er zijn meldingen uit interglacialen van het Tiglien - Bavelien uit Duitsland: Buch bij Illertissen, Philippsburg, Uhlenberg, en Nederland: Tegelen en Maalbeek